# 武威縣
武威縣，中國曾經設置的一個縣，在今甘肅省武威市凉州区。

## 沿革

### 唐朝
武周證聖元年（695年），併武威縣入神烏縣，改神烏縣為武威縣，武威縣與姑臧縣同為涼州附郭縣。唐朝神龍元年（705年），復武威縣為神烏縣。

### 清朝
雍正二年（1724年），裁涼州衛，復置武威縣，為涼州府附郭縣。

### 中華民國
民國2年（1913年）4月，廢除涼州府，設置河西道，武威縣為河西道尹駐地。民國3年（1914年）5月，河西道改名甘涼道，武威縣仍隸之。民國16年（1927年），廢甘涼道，武威縣直隸於甘肅省。民國24年（1935年），甘肅省設置行政督察區，武威縣為第六區專署駐地。
民國38年（1949年）9月16日，中国人民解放军占领武威县。9月18日，武威县人民政府成立，武威县成为陕甘宁边区武威分区行政督察专员公署驻地。

### 中華人民共和國
1955年4月，武威县人民政府改称武威县人民委员会。1955年10月，武威专区与酒泉专区合并为张掖专区（专员公署驻酒泉县），武威县改属张掖专区。1961年，复设武威专区，专员公署仍驻武威县。
1968年8月，废除武威县人民委员会，设立武威县革命委员会。1969年10月，武威专区改称武威地区，革命委员会仍驻武威县。1981年1月，武威县撤销革命委员会，恢复人民政府。
1985年6月，撤销武威县，成立县级武威市。

## 人口
- 乾隆時：26.3360万人
- 1909年：19.7558万人
- 1938年：22.6028万人
- 1943年：34.0044万人
- 1953年：51.0241万人
- 1964年：52.0094万人
- 1982年：76.3714万人[5]

## 長官
武威縣令（695年－705年）
武威縣知縣（1725年－1913年）
- 常琮（1725年任）
- 鄭松齡（1726年－1733年）
- 傅樹崇（1733年任）
- 汪志備（1736年任）
- 王守會（1737年任）
- 歐陽永䄎（1740年任）
- 李如璡（1743年任）[6]
- 苏文炳（光緒時）[7]
- 张廷武（光緒時）[8]

武威縣知事（1913年－1926年）
- 张士珍（1917年任）

武威縣縣長（1926年－1949年）
- 王珏（1926年－1927年）
- 张东瀛（1927年－1928年）
- 王子郁（1932年－1933年）
- 徐国远（1933年－1934年）
- 张迪光（1934年－1936年）
- 杨彦卿（1936年－1937年）
- 袁耀庭（1937年－1938年）
- 徐生有（1938年－1940年）
- 马继周（1940年2月－7月）
- 陈邦启（1940年7月－1941年）
- 吴长涛（1941年）
- 薛兴唐（1941年－1942年）
- 张爱松（1942年－1944年）
- 吴毓灵（1944年）
- 马国昌（1944年－1946年）
- 王昭文（1946年－1949年5月）
- 王升荣（1949年5月－9月）

武威縣人民政府縣長（1949年－1955年）
- 李振华（1949年9月－1950年6月）
- 毕象贤（1950年6月－1952年11月）
- 王怀璋（1952年11月－1954年6月）
- 杨如升（1954年9月－1955年4月）

武威縣人民委員會縣長（1955年－1968年）
- 杨如升（1955年4月－7月）
- 高伯峰（1956年11月－1957年12月）
- 郭发永（1957年12月－1958年7月）
- 陈邦振（1958年7月－1959年4月）
- 李进德（1959年4月－1960年5月）
- 吴海源（1960年6月－1961年10月）
- 姬治国（1961年10月－1966年3月）
- 李文辉（1966年3月－）

武威縣革命委員會主任（1968年－1981年）
- 何家耘（1968年8月－1969年10月）
- 李坦（1970年5月－1973年3月）
- 宋演成（1973年3月－1977年4月）
- 王毅（1977年4月－11月）
- 傅登殿（1977年11月－1978年6月）
- 刘尔能（1978年6月－1981年1月）

武威縣人民政府縣長（1981年－1985年）
- 刘尔能（1981年1月－1983年10月）
- 苟鑫（1983年10月－1985年6月）[4]